# Kloster Herrenchiemsee

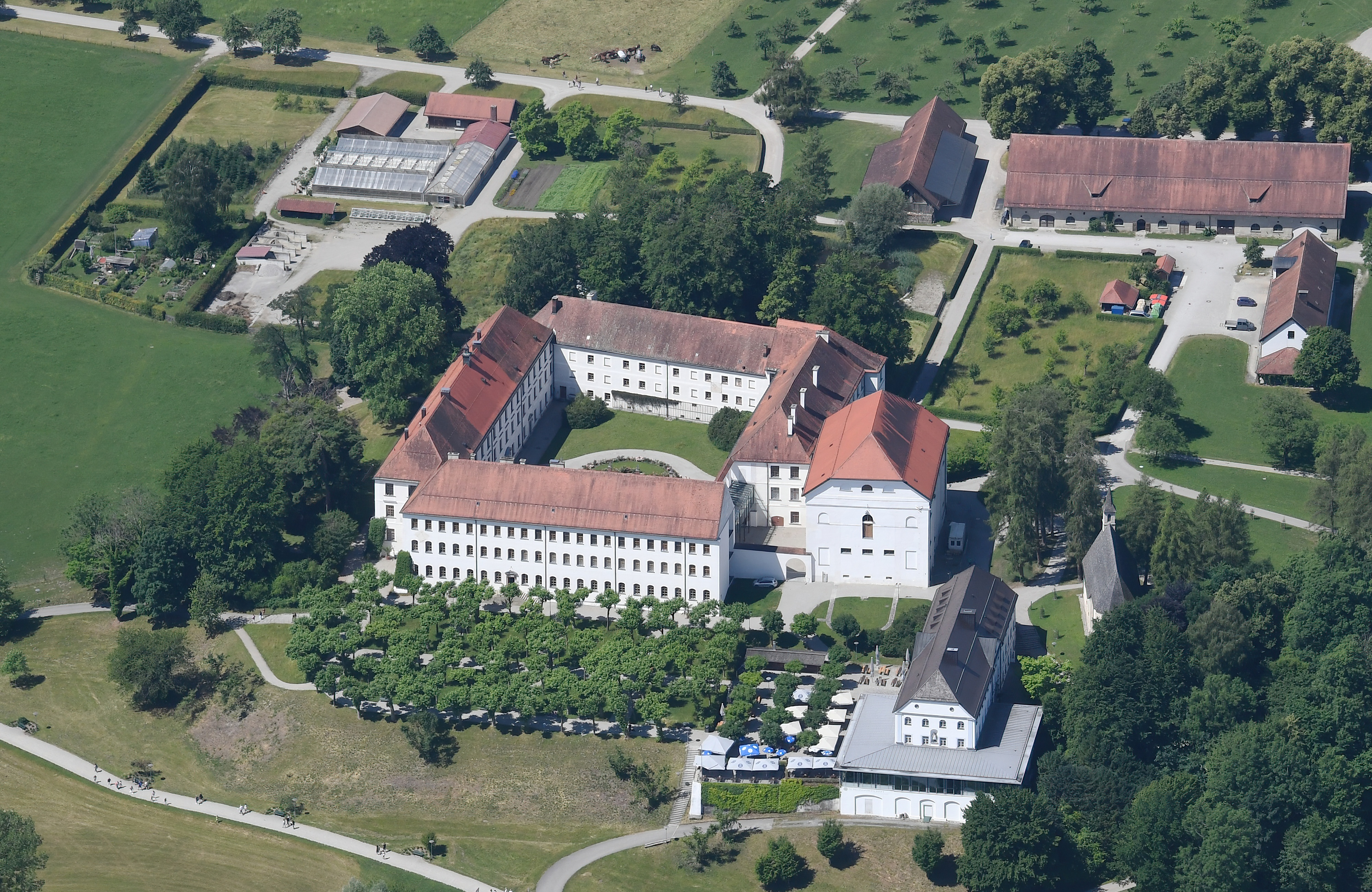
Das Kloster Herrenchiemsee aus der Luft gesehen

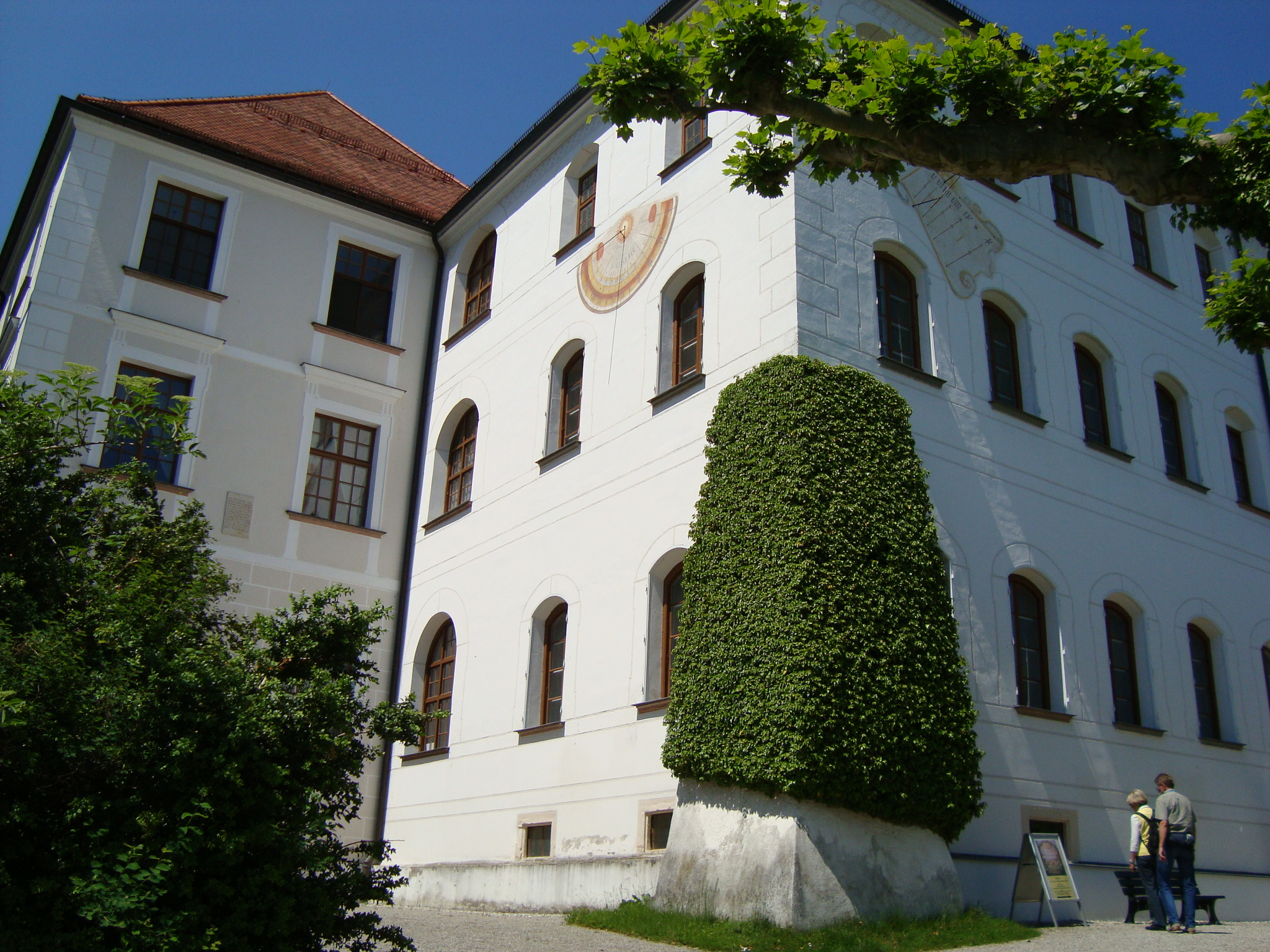
Südseite des Klosters mit Sonnenuhr

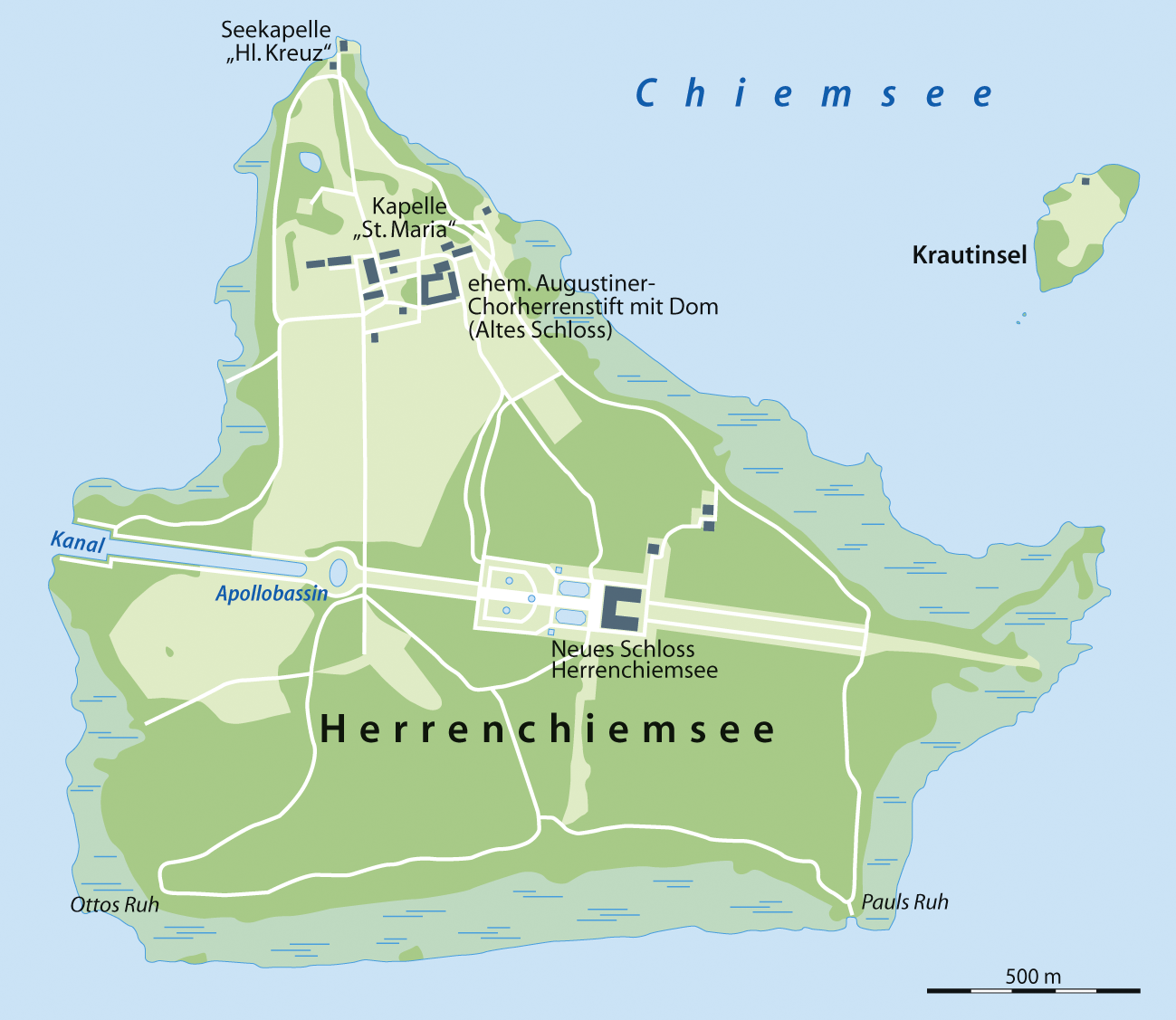
Lage des ehemaligen Augustiner-Chorherrenstifts auf der Herreninsel

Das Kloster Herrenchiemsee  (auch Herrenwörth genannt) ist ein ehemaliges Benediktinerkloster und späteres Augustiner-Chorherren-Stift auf der Insel Herrenchiemsee im Chiemsee in Bayern. Die Klosterkirche diente von 1216 bis 1807 als Kathedrale des Bistums Chiemsee, während die Augustiner-Chorherren dieses Stifts das Domkapitel bildeten. Nach der Säkularisation in Bayern wurden die Klostergebäude in das Alte Schloss Herrenchiemsee umgestaltet. Die Anlage ist unter der Aktennummer D-1-87-123-19 als denkmalgeschütztes Baudenkmal von Herrenchiemsee verzeichnet. „Untertägige mittelalterliche und frühneuzeitliche Befunde im Bereich des ehem. Augustiner-Chorherrenstifts Herrenchiemsee (‚Altes Schloss‘) und seiner frühmittelalterlichen Vorgängerbauten mit ehem. Stiftskirche St. Sebastian und Sixtus (‚Inseldom‘), aufgelassenem Klosterfriedhof mit Kath. Kirche St. Maria und teilweise abgegangenem Ökonomiehof“ werden zudem als Bodendenkmal unter der Aktennummer D-1-8140-0095 geführt.

## Geschichte

### Gründung und frühe Geschichte
Das Kloster wurde der Tradition nach durch Herzog Tassilo III. und Liutberga von Bayern gegründet. Der tatsächliche Gründer war wohl Eustasius, der Abt des Klosters Luxeuil (Burgund). Die Gründung erfolgte (nach neuesten, auch archäologischen Erkenntnissen) zwischen 620 und 629. Herrenwörth war damit das älteste bairische Kloster, es entstand etwa siebzig Jahre vor der Gründung von St. Peter in Salzburg, welches lange als ältestes Kloster gegolten hatte. 
Einer der nachweisbaren Leiter des Klosters war der Bischof Dobdagrecus (Dub-dá-chrich), den Virgil aus seiner irischen Heimat mit nach Baiern gebracht hatte; nachdem Virgil 749 die Bischofsweihe empfangen hatte, übernahm Dobdagrecus die Leitung des Männerklosters Chiemsee. Nach der Absetzung von Tassilo III. durch Karl den Großen stellte dieser das Kloster Chiemsee unter die Aufsicht des Angilram von Metz, das vor 788 von dem peregrinus Doddogracus und dann von einem Ambrosius geleitet worden war. Ein weiterer Abt war Hrodhart (Ruadhardus abba nach dem Reichenauer Memorialbuch), wobei offen bleiben muss, ob er sein Amt nach dem Dobdagrecus oder nach dem Anilgram übernommen hat. Am 13. Januar 804 fand vor Königsboten in Aibling ein Prozess statt, bei dem der Archipresbyter Ellannod von Freising vom Chiemseer Abt Liutfried eine parrochia mit allen darin liegenden Kirchen für Freising beanspruchte. Der gefasste Beschluss (convenietia) bestand darin, dass Liutfrid und sein Kloster alle Kirchen behalten durften, die von Adalschalken (homines fiscalini) und von Adeligen (nobiles homines) gestiftet worden waren und ebenso den Zehnt der liberi homines vel barsalci. Damit war der Freisinger Anspruch, mit dem das ehemalige Herzogskloster beseitigt werden sollte, abgewehrt.
Mit den Verwüstungen der Ungarneinfällen des 10. Jahrhunderts sank das Kloster auf den Status einer benediktinischen Zelle herab, die jedoch erhalten blieb. Kaiser Otto I. schenkte den gesamten Besitz auf Herrenchiemsee im Jahr 969 an den Salzburger Erzbischof Friedrich I.

### Stift Herrenchiemsee im Bistum Chiemsee

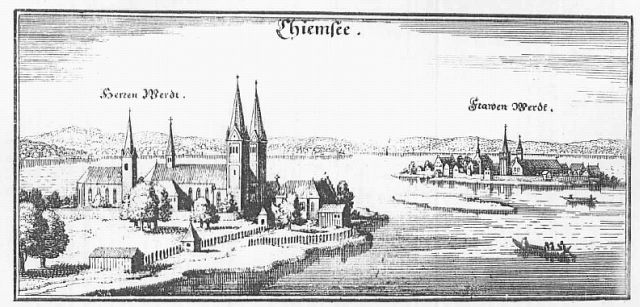
Kupferstich in der Topographia Germaniae des Matthaeus Merian um 1644

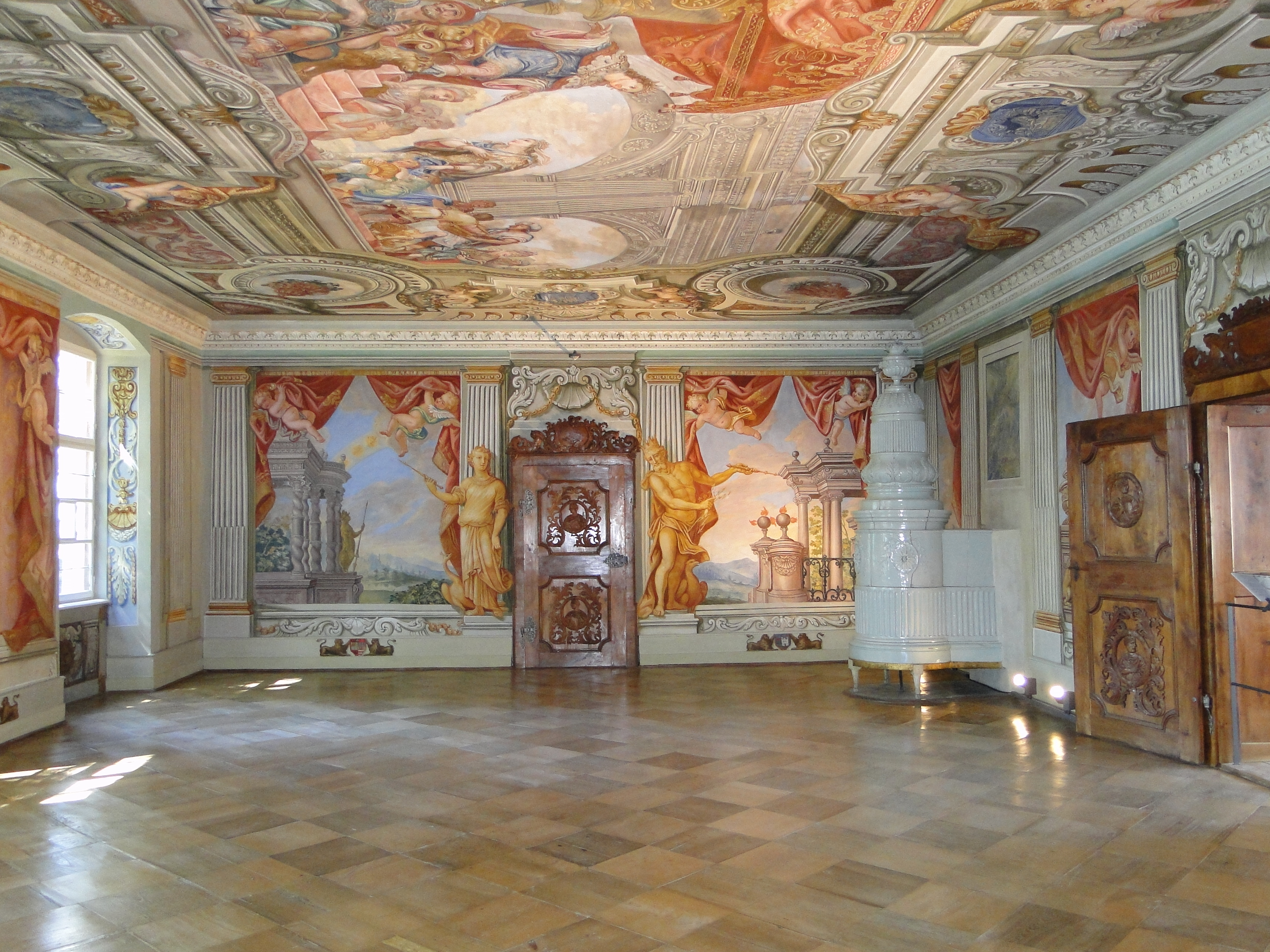
Barocke Fresken im Gartenzimmer

1215 errichtete Salzburg das Bistum Chiemsee, der Bischof von Chiemsee residierte aber im Chiemseehof zu Salzburg. Das um 1130 gebildete Augustinerchorherrenstift bildete das Domkapitel des Bistums Chiemsee. An der Spitze dieses Kapitels stand der Propst des Augustinerchorherrenstifts, der seit 1218 zugleich Archidiakon des einzigen Archidiakonates der Diözese war. Der Neubau einer dreischiffigen, romanischen Basilika, seit 1131 den Heiligen Sixtus und Sebastian geweiht, wurde 1158 vollendet. Die Klosterkirche wurde zur Kathedrale des Bistums Chiemsee erhoben.
Seine größte Blüte erlebte das Stift im 15. Jahrhundert. 1446 erlangte Propst Ulrich Häupl das Recht, die Pontifikalien zu tragen. Nach 1498 erlangte Propst Rupert Puetinger den Titel eines Pfalzgrafen des Lateran, der ihm das lukrative Recht verlieh, Wappenbriefe auszustellen. Misswirtschaft und Verschuldung führten dazu, dass das Stift zwischen 1552 und 1562 weltlicher Verwaltung unterstand. Erst unter Propst Arsenius Ulrich, der 1627 von Heilig Kreuz in Augsburg kam und das Inselstift bis 1653 leitete, erholte sich das Stift.
1642 wurde mit einem Klosterneubau begonnen, der freilich erst 1731 vollendet war. 1676 bis 1678 wurde ein neuer Inseldom durch den Graubündner Baumeister Lorenzo Sciascia im prachtvollen Barock errichtet. Der Hochaltar wurde nach dem Vorbild von Altären im Salzburger Dom von Matthias Piechlinger (Mühln-Wolfsberg) 1684 geschaffen. 1700 bis 1704 wurde nach Plänen Antonio Rivas der Fürstenstock errichtet. 1727 bis 1730 folgte der Prälaturstock als letzter Bauabschnitt. Die gotischen Türme der Kirche wurden 1729 durch schlichte neue Türme mit aufgesetzten Zwiebelhauben ersetzt.

### Säkularisation 1803 und Nachnutzung
Das Augustinerchorherrenstift wurde 1803 im Zuge der Säkularisation aufgelöst und der letzte Probst und Archidiakon des Bistums Chiemsee, Augustin II. Fuchs, abgesetzt. Das Kloster kam in staatlichen Besitz und wurde im selben Jahr an den Mannheimer Kaufmann Carl von Lüneschloß verkauft. 1807 wurde der Dom des Bistums Chiemsee profaniert, 1808 das Bistum Chiemsee aufgehoben.
Zwischen 1818 und 1820 ließ der Münchner Großkaufmann Alois von Fleckinger die Türme und den Chor des Doms abbrechen und richtete im ehemaligen Langhaus eine Brauerei ein, die bis 1914 in Betrieb war. Der Hochaltar und die Kanzel kamen nach Rimsting, die Johann-Christoph-Egedacher-Orgel nach Tittmoning.

### Reihe der Pröpste
Quelle
1. Sebastian Hartmann, 1131–1134
2. Eberwin (unsicher)
3. Hugo (unsicher)
4. Conrad I., 1139, 1142
5. Ulrich I., 1143, 1172
6. Rudolf, 1179, 1180
7. Engelschalk I., 1182
8. Siboto, 1188, 1197
9. Adalbert (Albert), 1198, 1203
10. Conrad II. (Arno), 1204, 1216
11. Engelschalk II.
12. Heinrich I., 1246, 1257
13. Conrad III.
14. Friedrich I.
15. Friedrich I. Fronauer, 1287, 1292
16. Gotschalk, 1294, † 1320
17. Otto, 1324, 1333
18. Greimold, 1334
19. Seyfrid, 1335, 1343
20. Heinrich II., 1348, 1364
21. Jakob I., 1365
22. Jakob II., † 1366
23. Heinrich III., 1366
24. Conrad IV. von Volers, 1371, 1377
25. Johann I. Ebser, 1380, 1395
26. Nicolaus von Volers, 1401, 1406
27. Stephan Parterhauser, 1409, 1417
28. Ulrich II. Haeupel, 1418, 1450; erhielt 1446 die Pontifikalien
29. Ludwig, 1452, † 1455
30. Ulrich III. Mengelschrot, 1455
31. Sigmund von Lindeneck, 1461, 1469
32. Johann II. Zuckschwert, 1470, 1491
33. Rupert I. Pultinger, auch Puetinger, 1498, † 1520
34. Adam, 1526, † 1539
35. Virgilius, 1540, 1541
36. Erasmus Thrayrer, 1543
37. Jakob III., 1553, 1560
38. Christoph, 1562, 1577
Erasmus Koch, Administrator, † 1579
39. Christian Schmidhauer, 1579, 1580
40. Johann III. Dirmadinger, 1583
41. Ulrich IV. Stockher, † 1585
42. Sebastian Sassauer, 1588
43. Martin I. Burkhard, † 1594
44. Johann IV. Jakob Raiger, 1596, 1599, resignierte 1604
45. Johann V. Rhaem, 1604, † 1623
46. Caspar Spindler, † 1617
47. Augustin I. Dachsner, 1618, † 1627
48. Arsenius Ulrich, 1627–1653
49. Rupert II. Kegel, 1653–1688
50. Sebastian II. Zoller, 1688–1691
51. Jakob V. Mayr, 1691–1717
52. Franz Pichler, 1718–1736
53. Floridus Rapl, 1736–1759
54. Martin Held, 1759–1764
55. Sebastian II. Danner, 1764–1792
56. Augustin II. Fuchs, 1792–1803, † 26. März 1826[6]

### (Altes) Schloss Herrenchiemsee
Die Klostergebäude wurden in das (Alte) Schloss Herrenchiemsee umgestaltet und dienten den Fleckingers als Sitz des Gutshofs Herrenwörth. 1840 bis 1870 bewohnte Graf Paul Maria Vogt von Hunoltstein die Insel. Er verkaufte sie an eine württembergische Holzverwertungsgesellschaft, die eine komplette Abholzung der Waldbestände plante. König Ludwig II. von Bayern verhinderte dies und kaufte 1873 die ganze Insel für 350.000 Gulden. Um 1875 ließ Ludwig sich in der südöstlichen Ecke des Fürsten- und Konventstocks des Schlosses private Wohnräume einrichten, die heute teilweise wieder besichtigt werden können. Ab 1878 ließ er hier sein Neues Schloss Herrenchiemsee errichten. 
Nach dem Tod Ludwigs 1886 wurde das Schloss für den Besucherverkehr freigegeben. Die gesamte Insel blieb aber Kronbesitz, bis nach dem Ende der Monarchie am 20. November 1918 der Besitz der Wittelsbacher durch den Finanzminister Edgar Jaffé in die Verwaltung des ehemaligen Kronguts (umgangssprachlich Krongutsverwaltung) gegeben wurde. 1932 erhielt die Krongutsverwaltung die Bezeichnung Bayerische Verwaltung der staatlichen Schlösser, Gärten und Seen (Ehemaliges Krongut). 1937 wurde der Klammerzusatz gestrichen.
Im Konventstock des Alten Schlosses tagte vom 10. bis 23. August 1948 der Verfassungskonvent zur Vorbereitung des Grundgesetzes für die Bundesrepublik Deutschland. An dieses Ereignis erinnert eine Ausstellung im Alten Schloss. Im Jahr 2020 wurde das Alte Schloss vom Bayerischen Landtag zusammen mit zwölf weiteren Orten als einer der „Orte der Demokratie in Bayern“ benannt. Der ehemalige Inseldom sollte auf Betreiben der Freunde von Herrenchiemsee wiederhergestellt werden. Nach mehrjähriger Bausanierung öffnet die Bayerische Schlösserverwaltung seit 2021 auch den Inseldom zeitweise für Besucher.

## Bauten

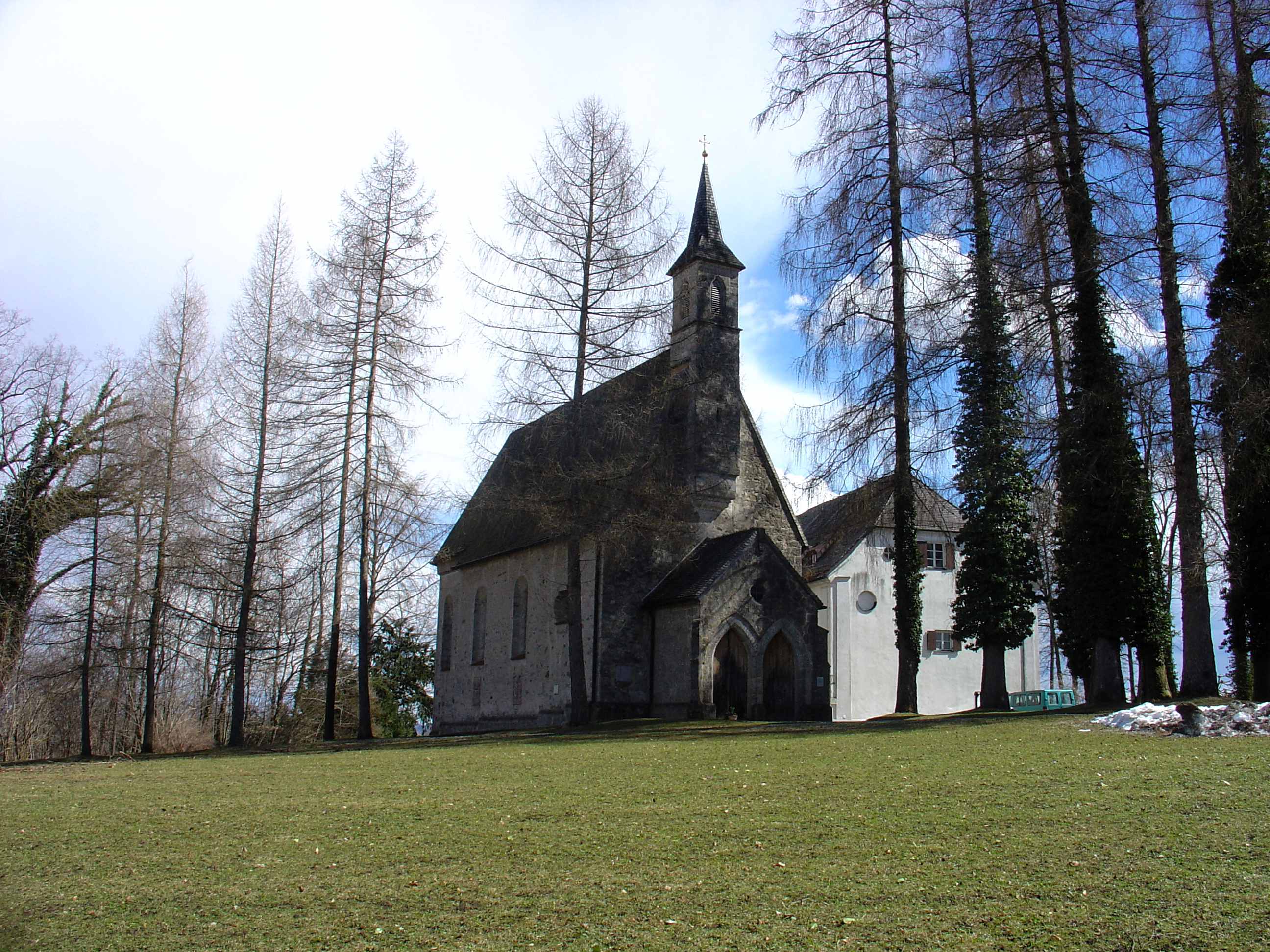
Die Kirche St. Maria

Das Alte Schloss besteht im Kern aus einem Geviert der Klostertrakte. Prunkstücke sind der Kaisersaal im Südflügel mit seiner Dekoration um 1700 und die zweischiffige Halle der um 1735 errichteten Bibliothek. Seit 1998 befindet sich im Ost- und Südflügel ein Museum, im Nordflügel ist eine Gemäldegalerie mit rund 100 Bildern von Julius Exter untergebracht. Die Denkmalliste für die Gemeinde Chiemsee beim Bayerischen Landesamt für Denkmalpflege beschreibt die Bauten wie folgt:
- Bräuhausstock (Westflügel), dreigeschossiger, einseitig abgewalmter Satteldachbau, 1661–68 unter Einbezug von Teilen des Vorgängerbaus errichtet, ab 1818 stark verändert
- Fürsten- oder Kuchelstock (Südflügel), dreigeschossiger Walmdachbau mit Putzgliederung und Marmor-Portalen, 1700–04 von Hanns Mayr, Hausstatt, nach Plan von Antonio Riva, im 19. Jahrhundert mehrfach umgebaut
- Prälaturstock (Nordflügel), dreigeschossiger, einseitig abgewalmter Satteldachbau mit Putzgliederung und Marmor-Portal, 1727–30 von Joseph Guethainz nach Plan von Joseph Guldimann, mit erhaltener Außenwand des nach Osten fortgesetzten, dreigeschossigen Verbindungsgangs mit gleichartiger Fassade
- Konventstock (Ostflügel, heute zu großem Teil Museum), dreigeschossiger, einseitig abgewalmter Satteldachbau, zum Teil mit Fugenputz, 1645–49 von Jacob Kurrer, nördlicher Teil 1819/20 abgebrochen
- Ehemaliger Konventgarten, 1. Hälfte 18. Jahrhundert

Die kleine spätgotische Kirche St. Maria war für die Laien der Klosterpfarrei errichtet worden. Sie wurde 1469 geweiht, 1630 bis 1632 umgebaut und erhielt den frühbarocken Hochaltar (1632) und die Kassettendecke mit Tafelgemälden aus dem Marienleben. Die Orgel stammt aus dem Jahr 1668 und wurde vermutlich von Mathias Rotenburger geschafften, sie wurde 2018 von Orgelbau Linder restauriert. An der Außenfassade befinden sich Wappensteine von Pröpsten des Augustiner-Chorherrenstifts. Die Denkmalliste beschreibt den Bau wie folgt:
- Spätgotischer Saalbau mit eingezogenem, dreiseitig geschlossenem Chor in Tuffsteinmauerwerk, 1469 geweiht, Umbauten 1630–32 mit Verlegung des Portals nach Westen, im 19. Jahrhundert Bekrönung des Dachreiters auf dem Westgiebel und neugotische Vorhalle; mit Ausstattung

Das ehemalige Seminargebäude des Chorherrenstifts aus dem Jahr 1740 steht ebenfalls unter Denkmalschutz, diente als Schlosshotel und ist seit Abschluss der Renovierungen 2011 Schlossgaststätte auf Herrenchiemsee. Die Denkmalliste beschreibt den Bau wie folgt:
- Langgestreckter dreigeschossiger Massivbau mit Halbwalmdach, übergiebelten Mittelrisaliten und Putzgliederung sowie zwei barocken Sandsteinportalen, 1737–40 von Wolf Steinpeiß erbaut, Umbauten im 19. Jahrhundert und 1900
- Südlich angeschlossene Gartenanlage, 18. Jahrhundert, später verändert

Das Langhaus des ehemaligen Inseldoms, das nördlich an das Geviert der Klostertrakte anschließt und zwischen 1820 und 1914 als Brauerei genutzt worden war, ist seit 2021 nach mehrjähriger Bausanierung für Besichtigungen zugänglich. Die Denkmalliste beschreibt den Bau wie folgt:
- Ehemalige Domstiftskirche St. Sebastian und Sixtus, Massivbau mit Halbwalmdach, erhaltener Torso des frühbarocken Langhauses der Wandpfeilerhalle mit Pilastergliederung, 1676–78 von Lorenzo Sciascia, 1818/19 Abbruch des Chors, der Türme und der Fassadenfiguren und Umbau zur Brauerei